# پودولشانی
پودولشانی (به چکی: Podůlšany) یک منطقهٔ مسکونی در جمهوری چک است که در ناحیه پاردوبیتسه واقع شده‌است. پودولشانی ۱۶۰ نفر جمعیت دارد.